# Clément Xavier
 (novembre 2018).
Clément Xavier, né en 1981 à Maputo, est un auteur de bande dessinée français qui travaille principalement avec Lisa Lugrin. Il est cofondateur des éditions Na.

## Publications
- Participations à Modern Spleen n°1-3 (avec Lisa Lugrin), Na, 2009-2010.
- Neuf participations à George (seul ou avec Lisa Lugrin), 2009-2012.
- Participations à L'épisode n°0-5, Na, 2010-2011.
- Les inénarrables mésaventures extraordinaires de Pat' Chapard - Un cœur sauvage (avec Lisa Lugrin), Charente libre, 2011.
- « Opération psychologique », dans Afghanistan : Récits de guerre, FLBLB, 2011, p. 9-46.
- Yékini : Le Roi des arènes (avec Lisa Lugrin), FLBLB, 2014.
- « Vieux con », dans Auprès de Machine, Les Machines, 2015, p. 34-47.
- « Dolto » (avec Lisa Lugrin), dans Sweet 15, L'Employé du moi, 2015, p. 164-167.
- Geronimooo ! Mémoires d'un résistant apache (avec Lisa Lugrin), Delcourt, 2016.
- Pas tristes tropiques (avec Maxime Jeune), FLBLB, 2017.
- Mon voisin Brad Pitt (avec Lisa Lugrin), Na, 2017.
- Même le grand soir a commencé petit (avec Lisa Lugrin), FLBLB, 2019
- Vaches maigres, FLBLB, 2019
- Le journal de Clara (avec Pauline Cherici), Acte sud - L'an 2, 2020
- Jujitsuffragettes, les Amazones de Londres (avec Lisa Lugrin), Delcourt, 2020
- Une histoire populaire de la France, adaptation de l'ouvrage de Gérard Noiriel, avec Lisa Lugrin et Gaston, éditions Delcourt [1], deux tomes (2021 et 2022).
- Randy Shilts et la fake news du patient zéro (avec Héloïse Chochois), Glénat, 2024.

## Récompense
- 2015 : Prix Révélation du festival d'Angoulême pour Yékini : Le Roi des arènes (avec Lisa Lugrin)[2]
- 2015 : Prix des lycéens et apprentis d'Île de France pour Yékini : Le Roi des arènes (avec Lisa Lugrin)[3]
- 2018 : Prix Charles-Henry Salin du festival des marins pêcheurs de Guadeloupe pour Géronimo, Mémoires d'un résistant apache (avec Lisa Lugrin)[4]
- 2021 : Prix Château de Cheverny de la bande dessinée historique (Rendez-vous de l'Histoire de Blois) pour Jujitsuffragettes, les Amazones de Londres [5].